# الفرعه العليا (عمد)

تعديل مصدري - تعديل

الفرعه العليا هي إحدى قرى  بمديرية عمد التابعة لمحافظة حضرموت، بلغ تعداد سكانها 28 نسمة حسب تعداد اليمن لعام 2004.